# 동고령 나들목
동고령 나들목(E.Goryeong IC)은 경상북도 고령군 성산면 어곡리, 고탄리, 기족리에 걸쳐 있는 광주대구고속도로의 26번 교차로이다. 나들목 진출입로는 성산면 득성리와 접하고 있다. 초기 명칭은 성산 나들목이었는데, 2006년 12월 4일에 88올림픽고속도로 옥포 ~ 성산 구간 확장 개통으로 인해 나들목이 이설되면서 지금의 명칭으로 변경되었으나, 이 나들목의 진출입 전용 요금소의 명칭은 성산 요금소로 유지하다가 2016년에 나들목 명칭과 동일한 동고령(성산) 요금소로 변경되었다. 고령군 대가야읍과 대구광역시 달성군 논공읍 일대로 진출할 수 있다.

## 연혁
- 1984년 3월 21일 : 성산 나들목 출입시설 건설로 인해 고령군 성산면 어곡동 130m 구간 도로구역 변경[1]
- 1984년 6월 27일 : 88올림픽고속도로 담양 ~ 달성 구간 개통과 함께 성산 나들목으로 영업 개시[2]
- 1995년 3월 14일 : 1995년 12월까지 나들목 요금소 설치를 위해 경상북도 고령군 성산면 어곡리 320m 구간 도로구역 변경[3]
- 2006년 12월 4일 : 88올림픽고속도로 옥포 ~ 성산 구간 확장 개통에 따른 나들목 이설 및 동고령 나들목으로 명칭 변경.[4] 단, 요금소 명칭은 성산 요금소로 유지.
- 2016년 : 요금소 명칭이 동고령(성산) 요금소로 명칭 변경

## 구조물 정보
- 위치: 경상북도 고령군 성산면 어곡리, 고탄리, 기족리
- 영업소: 경상북도 고령군 성산면 성산로 955

## 접속하는 도로
- 지방도 제905호선 (성산로)
- 간접 연결 : 국도 제26호선 (동고령로, 기족 교차로 이용), 지방도 제905호선 (성암로, 득성삼거리 이용)

## 교통량 정보
| 요금소          | 통행량 (대/일) | 통행량 (대/일) | 통행량 (대/일) | 통행량 (대/일) | 통행량 (대/일) | 통행량 (대/일)      | 통행량 (대/일)      | 통행량 (대/일)      | 통행량 (대/일)      | 통행량 (대/일) | 각주  |
| 요금소          | 2001년         | 2002년         | 2003년         | 2004년         | 2005년         | 2006년              | 2007년              | 2008년              | 2009년              | 2010년         | 각주  |
| --------------- | -------------- | -------------- | -------------- | -------------- | -------------- | ------------------- | ------------------- | ------------------- | ------------------- | -------------- | ----- |
| 성산 (폐쇄식)   | 3,311          | 3,465          | 3,535          | 3,628          | 3,148          | 2,969               | 3,327               | 3,701               | 3,944               | 4,541          | [ 5 ] |
| 동고령 (폐쇄식) | 성산 요금소    | 성산 요금소    | 성산 요금소    | 성산 요금소    | 성산 요금소    | 성산 요금소         | 성산 요금소         | 성산 요금소         | 성산 요금소         | 성산 요금소    | [ 5 ] |
| 요금소          | 2011년         | 2012년         | 2013년         | 2014년         | 2015년         | 2016년              | 2017년              | 2018년              | 2019년              |                | [ 5 ] |
| 성산 (폐쇄식)   | 5,159          | 5,187          | 5,759          | 5,870          | 6,359          | 동고령(성산) 요금소 | 동고령(성산) 요금소 | 동고령(성산) 요금소 | 동고령(성산) 요금소 |                | [ 5 ] |
| 동고령 (폐쇄식) | 성산 요금소    | 성산 요금소    | 성산 요금소    | 성산 요금소    | 성산 요금소    | 6,277               | 6,201               | 6,144               | 6,281               |                | [ 5 ] |